# Oblubienica z Messyny
Oblubienica z Messyny – dramat wierszem Friedricha Schillera, napisany w 1803 roku.
Pisząc dramat, Schiller sam wymyślił fabułę, wprowadzając chór podobny do tego z dramatów antycznych. Sztuka nie okazała się takim sukcesem, jak inne dzieła Schillera z tamtego okresu (Maria Stuart, Dziewica Orleańska). Nie spotkała się z uznaniem krytyki i Goethego.